# قلمبر
القَلَمْبَر (بالإنجليزية: Clumber Spaniel)‏ سلالة من الكلاب من النوع الذليل (سبانيل أو كلب صغير)، هُجِّنَت في المملكة المتحدة. فهو من أكبر أنواع سلالته، ويكون لونه أبيضاً مشوباً ببقع صفراء أو برتقالية. اسم السلالة مأخوذ من المعهد الذي هجَّن هذه السلالة.

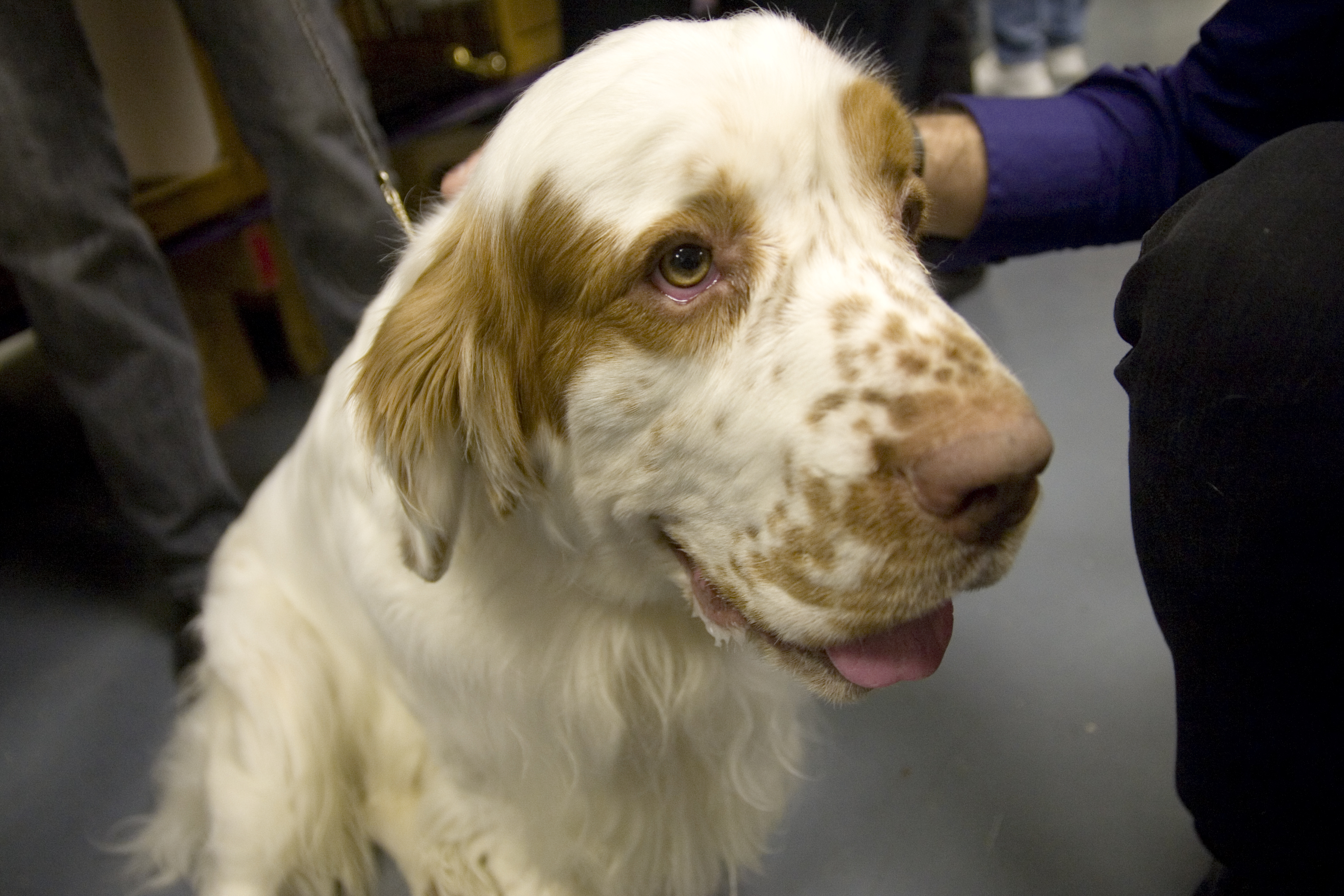
لقطة لرأس القلمبر تظهر العلامات الملونة حول العينين.

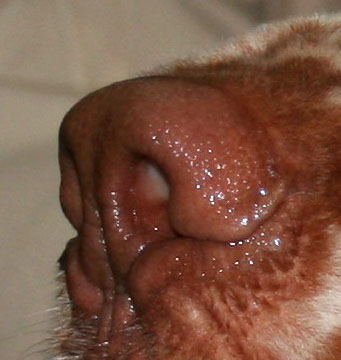
الأنف الفعَّال للقلمبر.

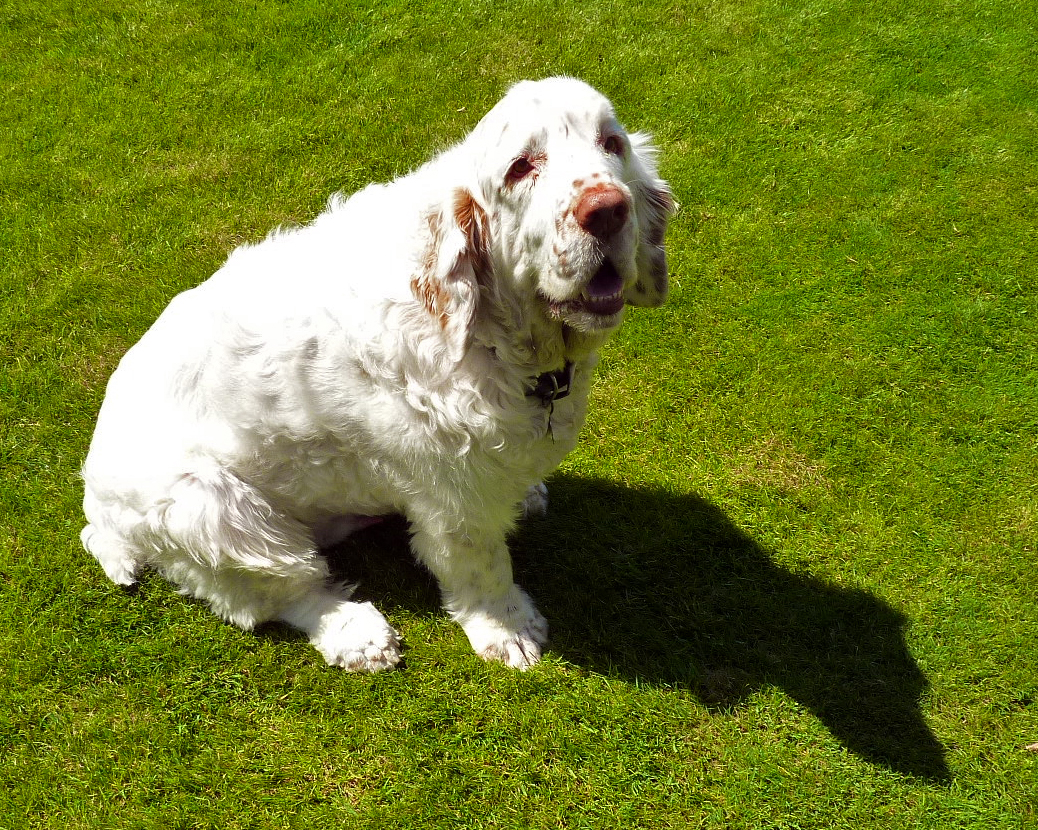
يمكن أن يعاني القلمبر من حساسية تجاه الحرارة.